# 28 cm SK C/28
Il 28 cm SK C/28 fu un cannone navale tedesco da 283 mm usato nella seconda guerra mondiale.
Fu utilizzato dalla Kriegsmarine per armare le corazzate tascabili classe Deutschland: la Deutschland, la Admiral Scheer e la Admiral Graf Spee.

## Dati tecnici
Il 28 SK C/28 è stato un cannone tedesco da 283 mm progettato dalla Krupp nel 1928 ed entrato in servizio nel 1931 come armamento primario delle corazzate tascabili classe Deutschland.
Il cannone pesava 48,25 t, la canna era lunga 14,72 m ossia 52 calibri. L'elevazione andava dai -10° ad un massimo di 40° che permetteva di sparare ad oltre 36 km. La cadenza di tiro era di 2,5 colpi al minuto, la velocità di elevazione era compresa tra i 5°/s e i 7°/s mentre la velocità di rotazione della torretta era di 6°/s. La velocità del proiettile variava con la distanza percorsa. 
Qui sotto si trova la velocità a varie distanze dalla volata:
910 m/s a 0 m,
752 m/s a 5.000 m,
611 m/s a 10.000 m,
493 m/s a 15.000 m,
407 m/s a 20.000 m,
360 m/s a 25.000 m,
353 m/s a 30.000 m.